# British Iron & Steel Corporation
Pour les articles homonymes, voir BISCO.
La British Iron & Steel Corporation Ltd., communément appelée BISCO, était une organisation créée pendant la Seconde Guerre mondiale pour recycler la ferraille.
Les fonctions de BISCO consistaient notamment à prendre des dispositions pour la mise au rebut des navires excédentaires de la Royal Navy. L'Amirauté avisait la BISCO qu'un navire était disponible pour la démolition; BISCO allouait alors à un chantier approprié pour le démantèlement. Les chantiers payaient leurs frais de démantèlement et un montant par tonne d'acier récupéré. 
Cela s'est poursuivi jusqu'en 1962, après quoi les chantiers étaient libres de conclure directement leurs propres contrats.